# حمید قره‌حسنلو
حمید قره‌حسنلو (زادهٔ ۱۳۴۸) از بازداشت‌شدگان در اعتراضات ۱۴۰۱ ایران، درویش گنابادی، پزشک و متخصص تصویربرداری پزشکی است که از متهمان قتل روح‌الله عجمیان در جریان مراسم چهلم حدیث نجفی در شهر کرج است.

## فعالیت‌ها
حمید قره‌حسنلو فعالیت‌هایی در حوزه امور خیریه و مدرسه‌سازی داشته و در جنگ ایران و عراق شرکت کرده‌است. او در سال ۱۳۹۸ در نامه‌ای به عنوان پزشک درویش به رئیس وقت قوه قضائیه خواستار آزادی دو پزشک زندانی اعتراضات گلستان هفتم شده بود.

## بازداشت
در روز ۱۳ آبان ۱۴۰۱ ساعت ۲ بامداد حدود ۱۰ نفر از نیروهای اطلاعات به خانه شخصی حمید و فرزانه قره‌حسنلو هجوم برده، او و همسرش را دستگیر و سپس آنها را به زندان منتقل می‌کنند.

## انتقال به بیمارستان
حمید قره‌حسنلو به علت ضرب و شتم به بیمارستان وابسته به سپاه در کرج منتقل شد. یکی از همکاران او گفته: «این شرایط باعث شده بود تا ریه دکتر حمید دچار پارگی شود و خون‌ریزی داخلی ریه به قدری شدید بود که مشکل تنفس پیدا کرده بودند. چون خود ایشان پزشک هستند و دوستان پزشک زیادی در کرج دارند آنجا شناسایی می‌شوند و خانواده از این طریق متوجه می‌شوند که ایشان حال‌شان بد بود. ولی دوباره ایشان را به بازداشتگاه بازمی‌گردانند. هفته گذشته به دلیل وخامت اوضاع، بار دیگر به بیمارستان منتقل می‌کنند و در این چند روز گذشته دو عمل جراحی انجام می‌شود که دومی شنبه ۵ آبان بود. ریه‌های ایشان پر از خون است و بدون دستگاه امکان تنفس ندارند. یک جراحی دیگر هم باید انجام بدهند و در حال حاضر در آی‌سی‌یو بستری هستند».

## دادرسی و حکم اعدام
شاکی پروندهٔ حمید قره‌حسنلو وزارت اطلاعات است. پس از برگزاری اولین جلسه دادگاه، به جرم مشارکت در کشته شدن یک بسیجی به نام روح‌الله عجمیان برای قره‌حسنلو حکم اعدام صادر شد. او در مدت بازداشت به وکیل خود دسترسی نداشت و در جلسهٔ دادگاه هم قاضی و وکیل تسخیری سعی داشتند با ایجاد فضای تهدید و ارعاب قره‌حسنلو و همسرش را وادار به پذیرش اتهام مشارکت در قتل روح‌الله عجمیان کنند.
«وکیل تسخیری احمد م. نام دارد، وکیل تبصره ۴۸ استان البرز. این آقا نه تنها هیچ دفاعی از حمید نکرده، بلکه سعی داشته حمید را متهم کند و مرتباً به او می‌گفت به گناهانت اقرار کن و قضیه را تمام کن. این وکیل حتی بسیاری از مسائل دیگر را مطرح می‌کرد که به ضرر حمید تمام شود. قاضی هم حمید را برای اعتراف به لیدری تحت فشار قرار گذاشته بود، در صورتی که هیچ مدرکی علیه لیدر بودن او وجود ندارد و به زور می‌خواهند او را لیدر اعلام کنند.»— نزدیکان خانواده، رادیوزمانه
در ۳۰ آذر ۱۴۰۱ روزنامه‌ها و خبرگزاری‌ها از نقض حکم اعدام قره حسنلو با نامهٔ علی اکبر ولایتی، مشاور رهبر جمهوری اسلامی خبر دادند، اما قوه قضائیه با رد این موضوع بیان کرد حکم قطعی صادر نشده‌است.
سخنگوی قوه قضاییه جمهوری اسلامی گفته‌است «بر اساس احکام صادره، برای پنج نفر از متهمان اقدامات مؤثر و اصلی از قبیل جرح با چاقو و ضرب و جرح با سنگ و مشت و لگد و کشیدن بدن برهنه روی آسفالت خیابان»، حکم اعدام صادر شده و «۱۱ متهم دیگر از جمله آن سه جوان کمتر از ۱۸ سال، به حبس‌های طویل‌المدت محکوم شدند». برادر او گفته‌است که او در همان روز با انتقال یک آخوند آسیب‌دیده به بیمارستان جانش را نجات‌داده‌است، اما او حاضر نشده که در دادگاه شهادت بدهد. فاطمه قره‌حسنلو خواهر او نیز اعلام کرده او هم‌اکنون در بیمارستان بستری و ممنوع‌الملاقات است. به گفته او به دلیل برخورد تندی که هنگام بازداشتش با او و خانواده‌اش صورت گرفته، وضعیت جسمی و روحی مناسبی ندارد.
محمود علیزاده طباطبایی، وکیل دادگستری گفته‌است که برای گرفتن وکالت حمید قره‌حسنلو به دادگاه انقلاب کرج مراجعه کرده اما دادگاه خودداری کرده و به او گفته‌است برای گرفتن وکالت باید به دیوان عالی کشور مراجعه کند. به گفته هرانا از زمان ابلاغ حکم، او از برقراری تماس و دیدار با خانواده خود محروم بوده‌است.

## واکنش‌ها
- هزار و صد پزشک ایرانی با امضای بیانیه‌ای خواستار آزادی و صدور منع تعقیب برای حمید قره‌حسنلو و همسرش فرزانه قره‌حسنلو شدند.[۱۸] در این بیانیه که خطاب به رئیس سازمان نظام پزشکی ایران نوشته شده، گفته شده آقای قره‌حسنلو از پزشکان خوش سابقه کشور است و درخواست شده جهت متقاعد کردن نهادهای ذیربط و صدور منع تعقیب یا وثیقه برای آزادی او اقدام شود تا «در فضای آرام و عادلانه براساس موازین شرعی و حقوقی و توأم با عدالت توسط دستگاه قضایی و رعایت حق انتخاب وکیل رسیدگی شود».
- گروهی از پزشکان در اعتراض به حکم اعدام او در ۱۸ آذر ۱۴۰۱ در مقابل زندان اوین با پلاکاردهای «نه به اعدام» تجمع کردند.[۱۹]
- احمدرضا نیاورانی، پزشک و عضو هیئت علمی دانشگاه علوم پزشکی تهران، با انتشار ویدیویی از حمید قره‌حسنلو و همسرش حمایت کرد و گفت «به مخیله‌ام هم خطور نمی‌کند که آنها کوچک‌ترین آسیبی به کسی برسانند.» او همچنین به برخی فعالیت‌های نیکوکارانه قره‌حسنلو مانند مدرسه‌سازی، اهدای دستگاه‌های پزشکی و کار داوطلبانه در مراکز بهزیستی اشاره کرد.[۲۰]
- افشین جعفرزاده، فوق تخصص بیهوشی بیمارستان امام خمینی و عضو هیئت علمی دانشگاه تهران در حمایت از او و همسرش با انتشار ویدیویی قره‌حسنلو را انسانی خیر و انسان‌دوست خواند و از سیستم قضایی ایران درخواست کرد که عادل باشد و برای تجدید نظر در حکم اعدام او و همسرش، کمیته حقیقت‌یابی ایجاد کند.[۲۱]
- مائده بهبهانی، پزشکی عمومی و از همکلاسی‌های او با انتشار یک پیام ویدیو، از صدور حکم اعدام برای حمید قره‌حسنلو اظهار ناباوری کرده و گفته‌است فردی با این ویژگی‌های او نمی‌تواند به کسی آسیبی رسانده باشد.[۲۲]
- سازمان جهانی پزشکان در نامه به ابراهیم رئیسی، حکم صادره علیه حمید قره‌حسنلو و همسرش را محکوم کرد و آن را نشانه ظلم فاحش نامید.[۲۳]
- شماری از پزشکان در مقابل وزارت بهداشت در اعتراض به بازداشت او تجمع کردند. اما شمار زیادی از آنان با ۳ تا ۴ مینی‌بوس بازداشت و به کلانتری جنت‌آباد منتقل شدند که پس از دادن تعهد، آزاد شدند.[۲۴]
- روسای انجمن‌های علمی پزشکی ایران در نامه‌ای به غلامحسین محسنی اژه‌ای، رئیس قوه قضائیه خواستار بررسی عادلانه پرونده او شدند. آنها در این نامه گفته‌اند «اقرار اولیه خود یا همسر ایشان در بازجویی و بدون حضور قاضی به استناد ماده ۱۶۹ قانون مجازات اسلامی فاقد اعتبار و مستوجب تحقیق و بررسی دوباره است، زیرا اقاریر نامبردگان در دادگاه با اتهامات وارده هم‌خوانی ندارد.»[۱۷]